# Voskodavînți, Krasîliv
Voskodavînți (în ucraineană Воскодавинці) este o comună în raionul Krasîliv, regiunea Hmelnîțkîi, Ucraina, formată numai din satul de reședință.

## Demografie
Componența lingvistică a comunei Voskodavînți
     Ucraineană (97,67%)
     Rusă (2,04%)
     Alte limbi (0,29%)
Conform recensământului din 2001, majoritatea populației comunei Voskodavînți era vorbitoare de ucraineană (97,67%), existând în minoritate și vorbitori de rusă (2,04%).